# セスナ 172
セスナ 172
セスナ 172
- 用途：訓練機、自家用機、遊覧機、報道機、観測機
- 分類：軽飛行機（大きさによる分類）
- 製造者：セスナ社
- 運用者：個人、航空機使用事業者など
- 初飛行：1955年11月
- 生産数：43,000+[1]
- 生産開始：1956年
- 運用開始：1956年
- 運用状況：運用中
- ユニットコスト：

  - USD$8,700 (1956)[2]
  - 172S USD$289,500 (2013)[3]

セスナ スカイホーク（Cessna Skyhawk）(セスナ 172)は、セスナ機の一種であり、4座席、単発プロペラ推進、高翼式の軽飛行機で、セスナ・エアクラフト・カンパニー（以下セスナ社と略称する）が製造している軽飛行機である。1955年に初飛行し翌1956年に引き渡しが始まった。シリーズ名別で集計した場合、2015年時点で累計生産機数は4万5千機に達し、歴史上世界で最も多く生産されている機体シリーズである。
当初はモデルナンバーのセスナ 172（Cessna 172）の名称で販売されていたが、現在では愛称だったスカイホーク（Skyhawk）を商品名としている。
日本では「セスナ・セスナ機」が軽飛行機の代名詞になっている。

## 開発
1920年代に製造されたセスナ社の最初の製品の「モデルA」を観ると、当時の機体材料は木金混構造の骨組に布張りといった相違点もあるが、現在のセスナ社が製造する単発軽飛行機の高翼配置単葉という基本デザインの片鱗を窺うことができる。1930年代の大恐慌直後に開発された「モデルEC-1」や「モデルEC-2」を見れば、ランディングギアの配置を除きほぼ現在のモデル 172とほぼ同じデザインに到達していたことが解る。
セスナ社は自社の設計した飛行機の内、民間機については第二次大戦後に開発された機体シリーズから3桁の数字の「モデルナンバー」で表すようになった。
モデル 172のデザインの基となる直系の機体シリーズはモデル 170である。モデル 170は、高翼配置単葉の翼、金属製のセミモノコック構造の胴体、水平対向の空冷ピストンエンジンを採用していた。モデル 172においてもこれらの基本デザインは踏襲された。一方でランディングギアの形式が尾輪式から前輪式に、主翼の外板が布製から金属製に変更された。垂直尾翼の形は楕円型から矩形に変更となった。
エンジンは当初コンチネンタル製を採用していたが、1967年のモデル 172Iからライカミング製に変更されている。小型機のプロペラにはハーツェル・プロペラが採用されることが多いが、セスナではモデル 170からMTプロペラの製品を採用しており、モデル 172でもMTプロペラが採用された。しかしセスナがテキストロン傘下となって以降は、同じくテキストロン傘下となったマコーレイ・プロペラ・システムズがセスナの子会社となり、プロペラは同社製の金属製2翅（固定ピッチ）に変更された。
モデル 172の最初の飛行は1955年に行われた。この年に量産が開始し、1956年から引き渡しが始まった。
以降、年を経るに従い少しずつ改良を重ね続け、次々と新しい型式を開発し製造を続けた（特に1960年代はセスナ社の意向で当時の自動車メーカーと同様に毎年新しいモデルを売り出していた）。その後1980年代には、製造物責任法絡みの問題と事業の採算性を理由として、182スカイレーンや206ステーショネアなどの他のモデルと共に製造中止の憂いを受けることとなる。1996年には製造販売が再開された。
製造数が多いため練習機や撮影機などの事業用から個人所有の遊覧機までゼネラル・アビエーションでの採用が多い。これは高翼式のため安定性が高く、習熟した操縦教官や整備士が多いため操縦学校で多く採用されており訓練を受けた人間が多いこと、中古機やアフターパーツが豊富に流通し比較的低価格であるためである。
基本形状はほとんど変更されていないため飛行特性は変化していないが、グラスコックピットの採用などアビオニクスのアップグレードや、素材の変更は定期的に行っている。操縦桿は伝統的に計器板から突き出す両手持ちタイプである。当初8を横倒しにした形状だったが、後に山型に変更された。
Robert Timm とJohn Cook は、ラスベガスのマッカラン国際空港から飛び立ち、1958年12月4日から1959年2月7日に64日22時間19分5秒の滞空時間の記録を保持している。給油は走行中のトラックから行った。1987年にマチアス・ルストがモスクワの赤の広場に着陸した時にも使用された。
軍用型はT-41 メスカレロと呼ばれる。

## 型式一覧

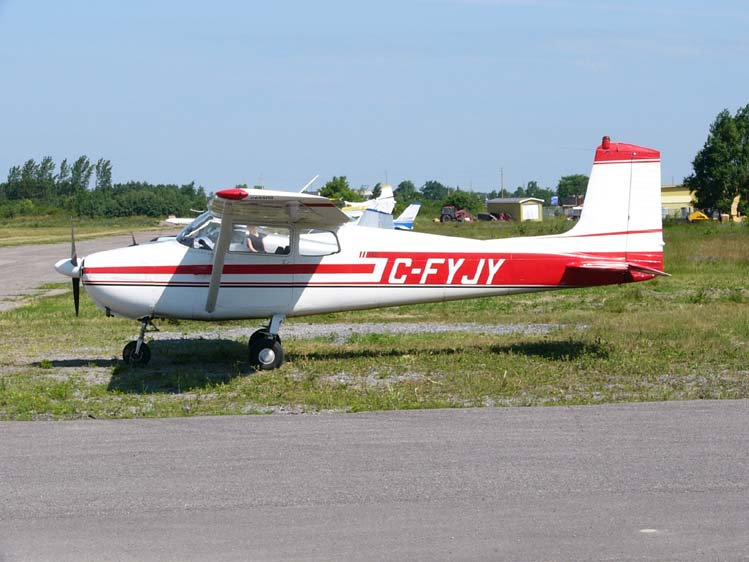
初期型のセスナ 172, 1957型のように "fastback"尾翼で後部窓が無く、"正方形"の尾翼が特徴

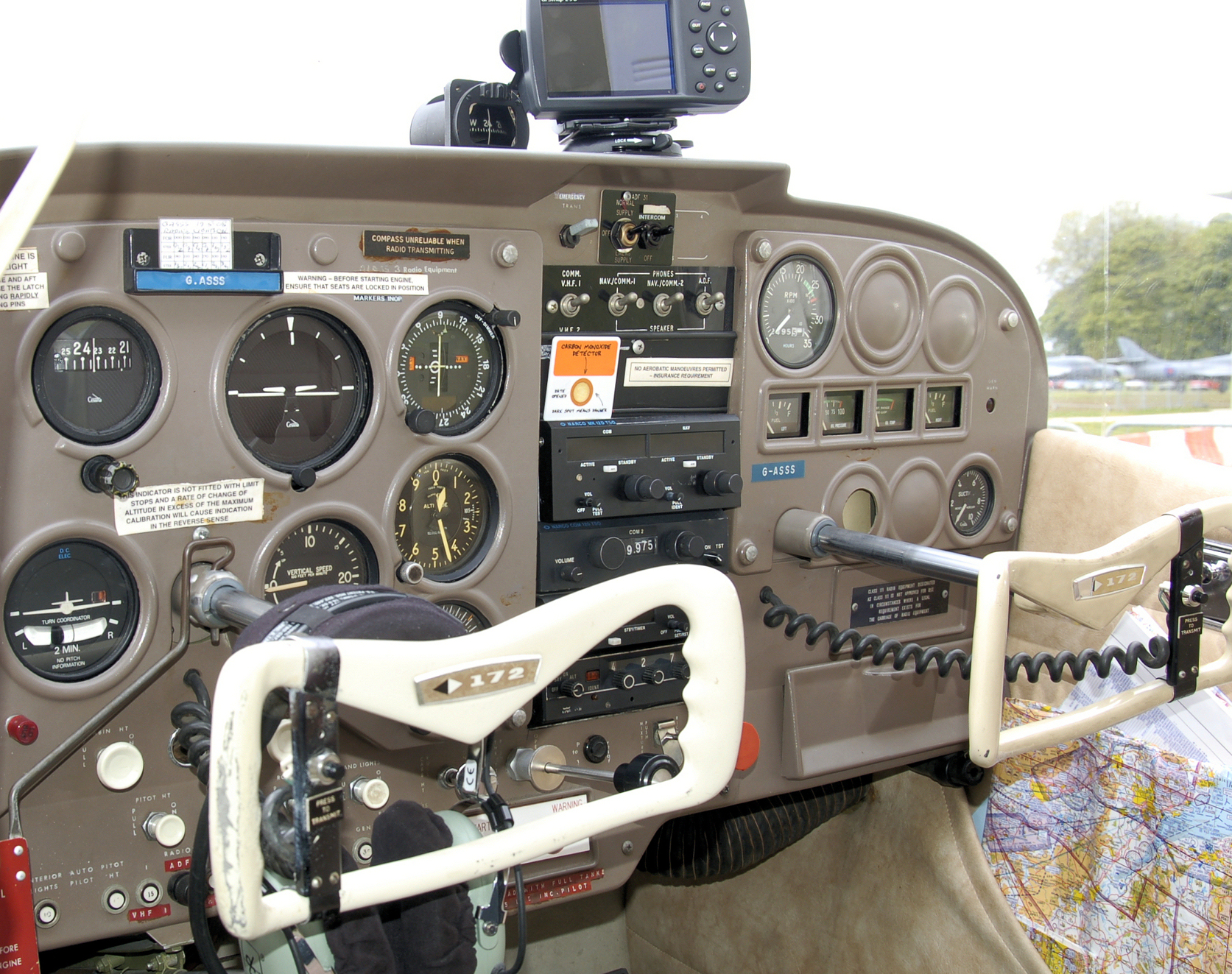
セスナ 172Eの計器盤

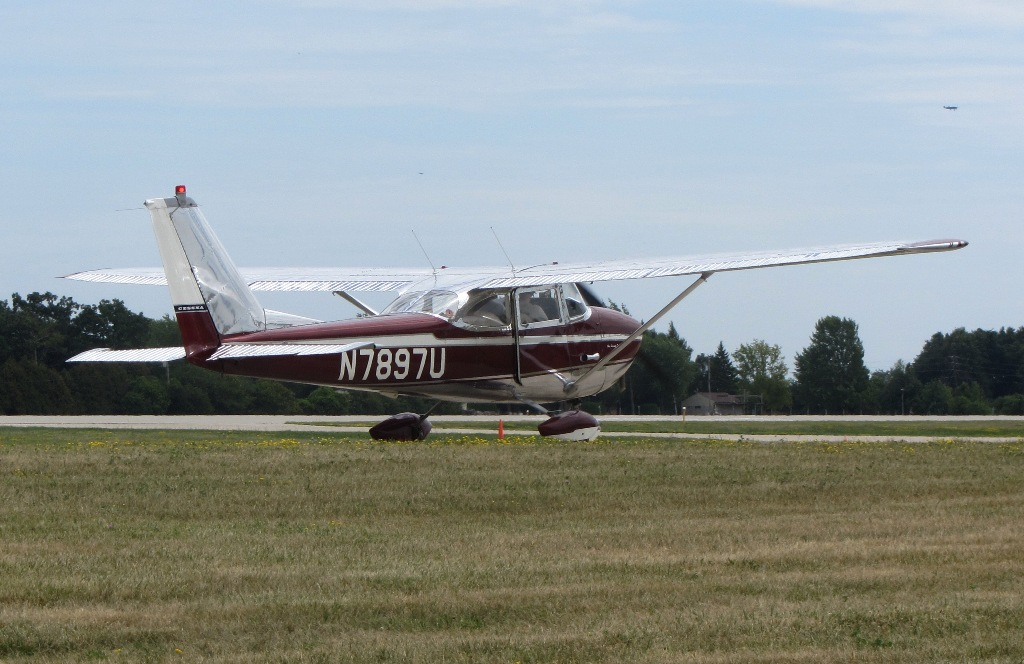
1964年式セスナ 172F

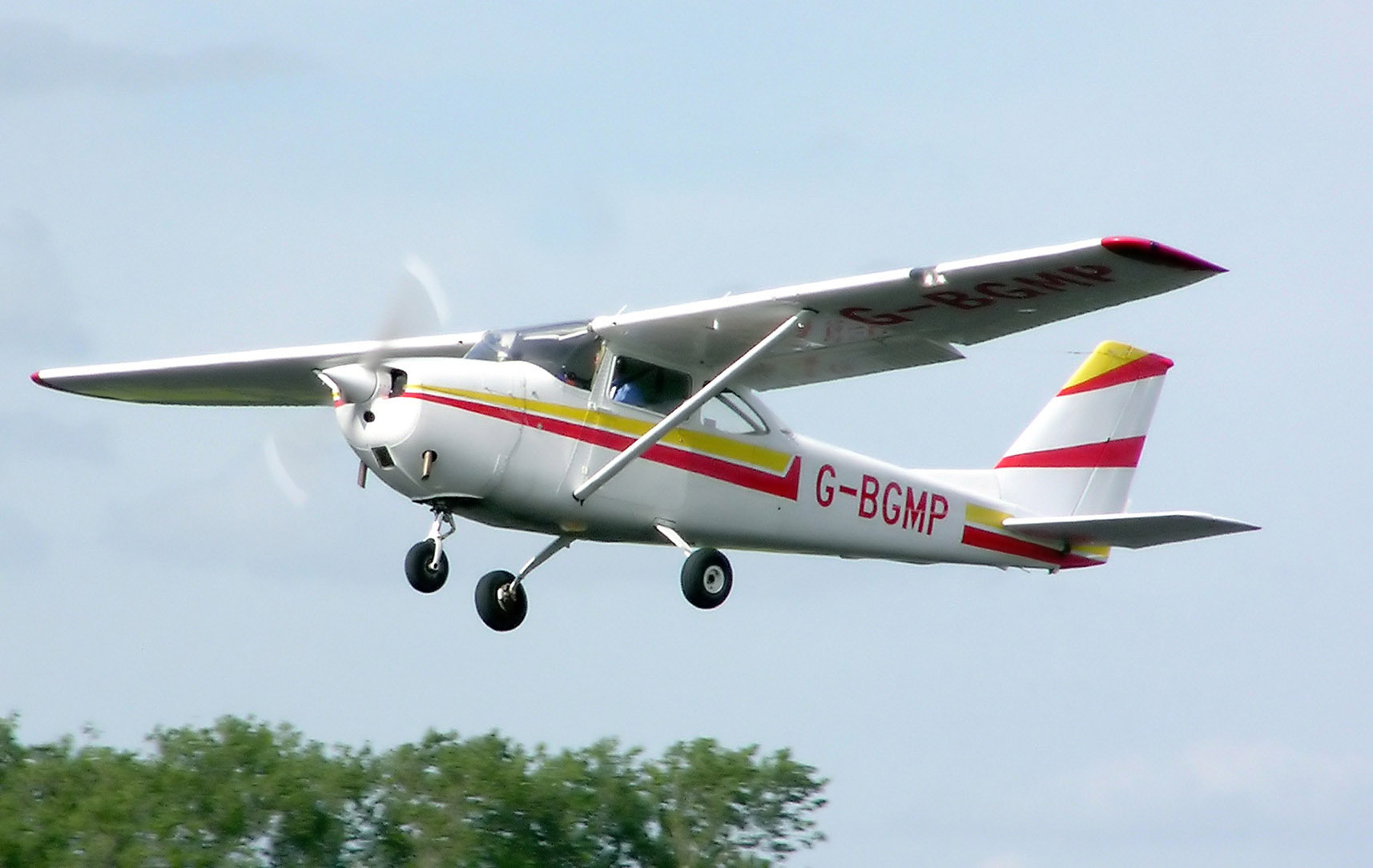
1966年式セスナ F172G

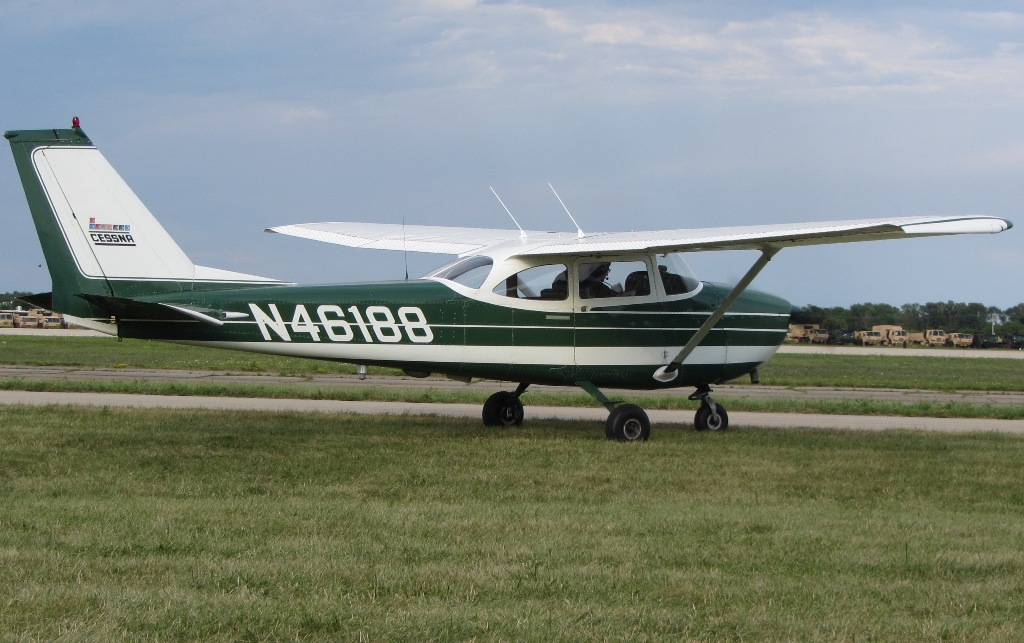
150hp（112kw）のライカミング O-320-E2Dエンジンを装備した1968年式セスナ 172I

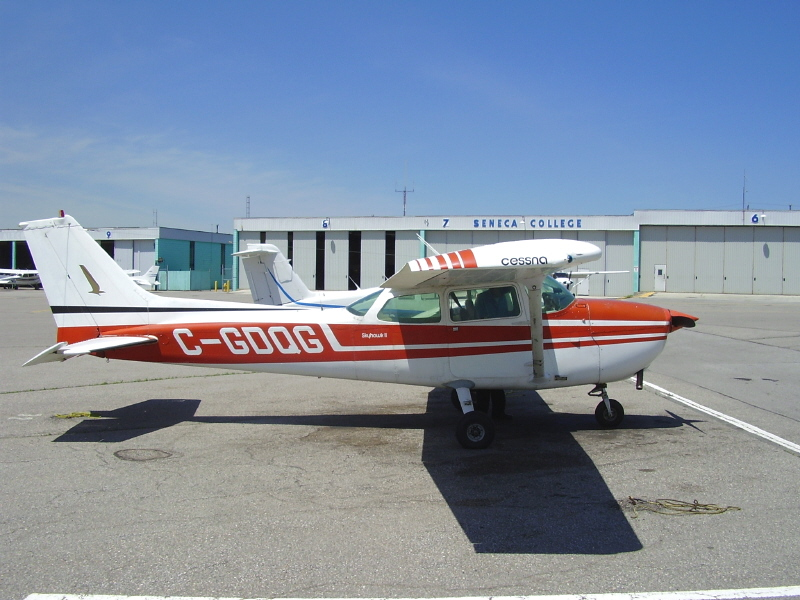
1977年式セスナ 172M

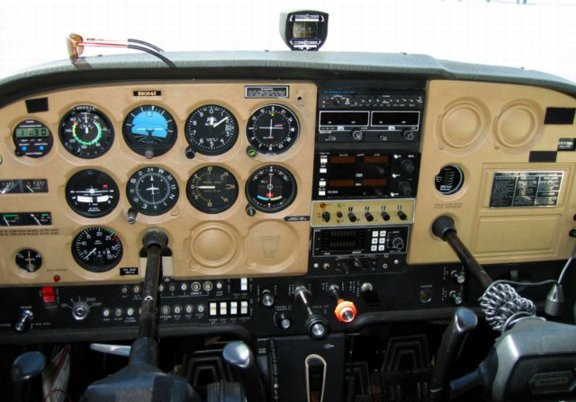
1976年式セスナ 172Mの計器盤

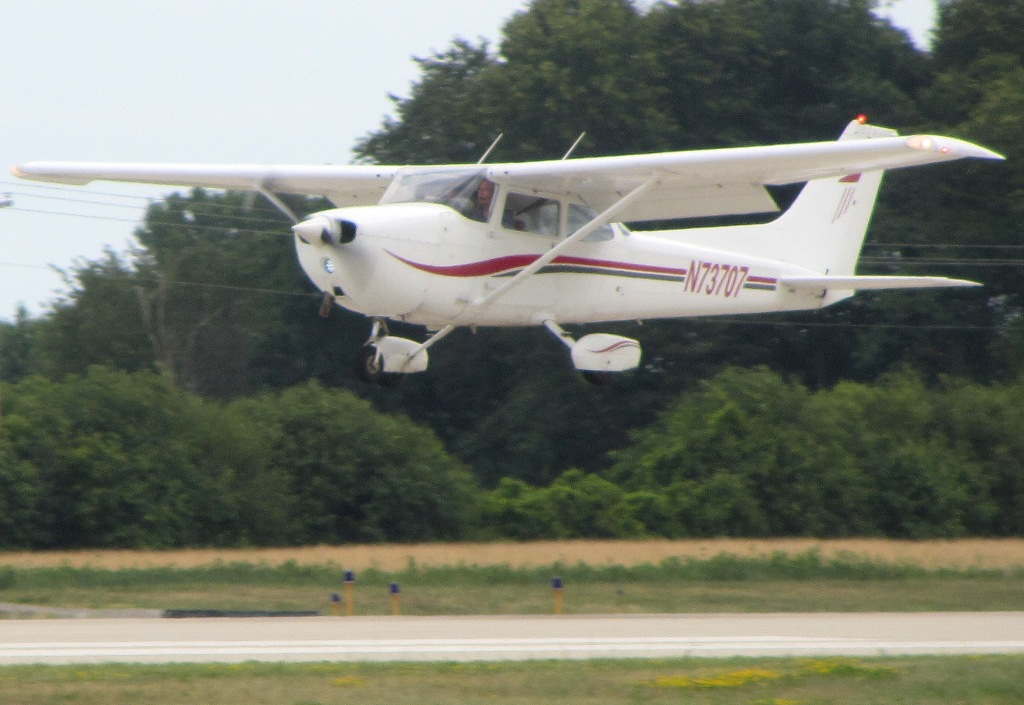
1976年式セスナ スカイシャーク N の着陸

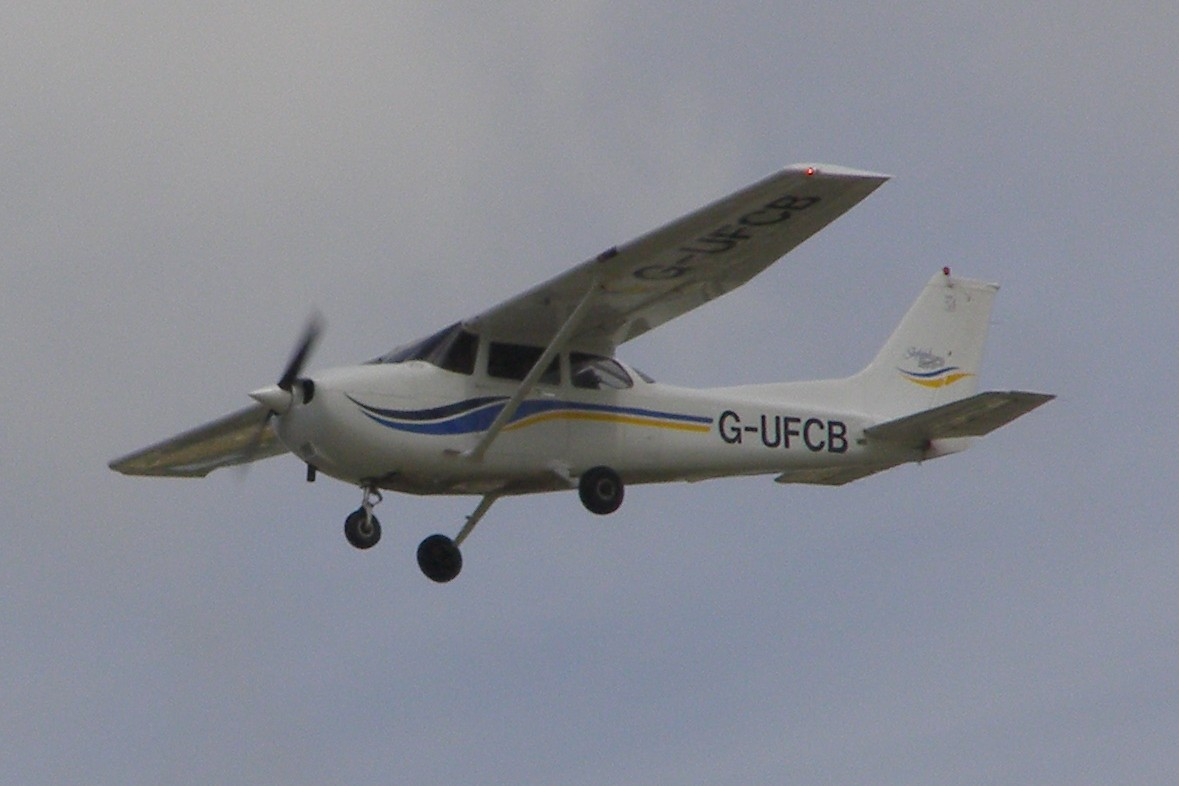
1999年式セスナ 172S

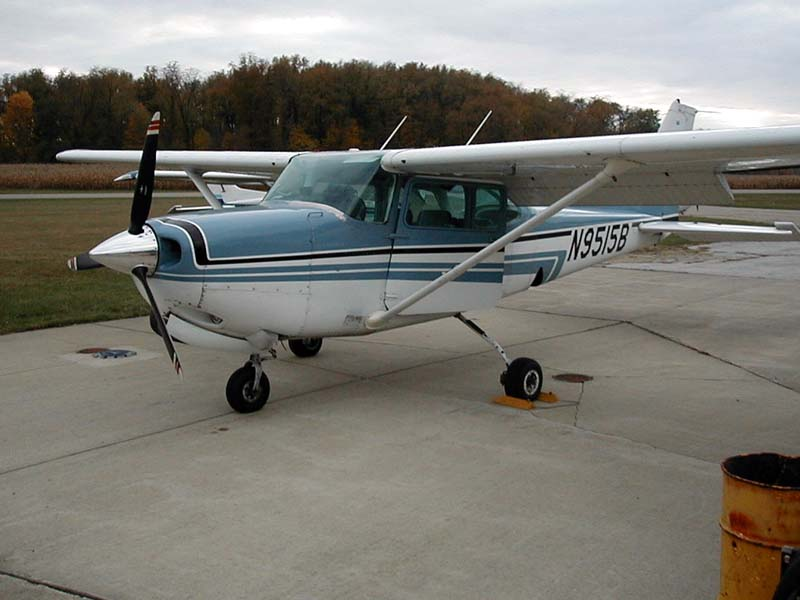
セスナ 172RG

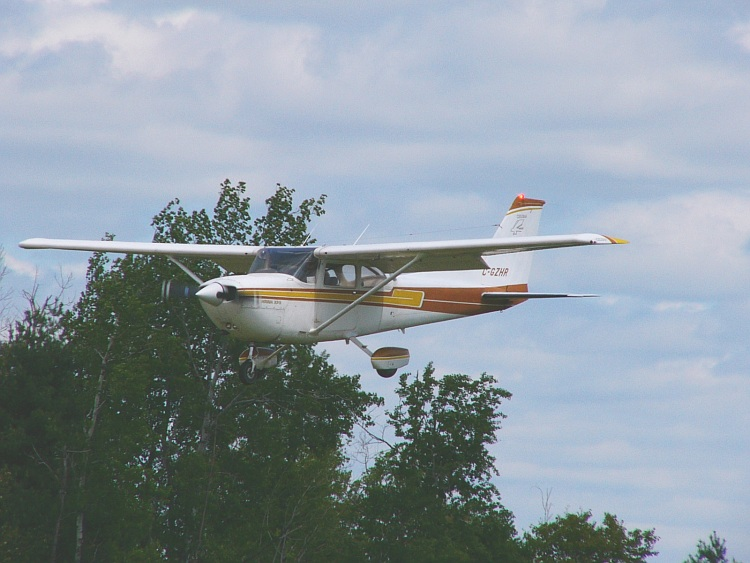
1977年式セスナ R172K Hawk XP

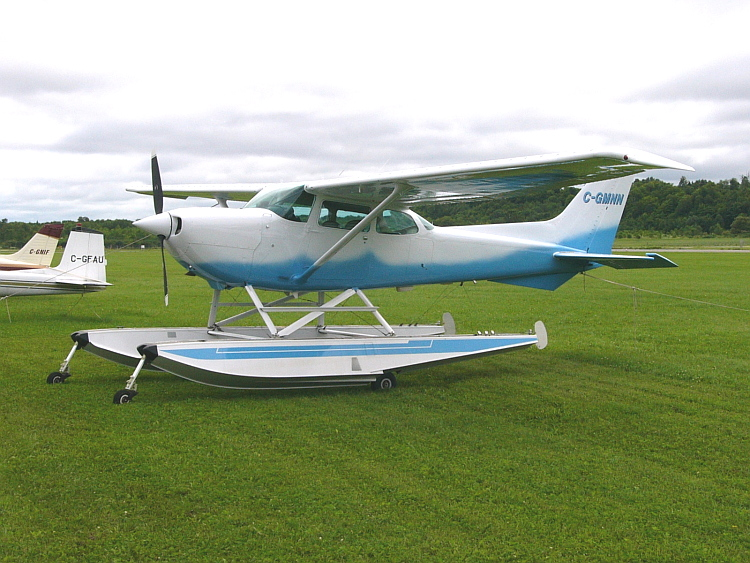
Wipline 水上用フロートを備えた1977年式セスナ R172K Hawk XP

172
モデル 172の基本型式である。最初の機体は1955年に製造が開始され、1956年から引き渡しが始まった。1960年初頭に新型式172Aが登場するまで製造を続けた。コンチネンタル社製O-300（145hp）水平対向6気筒空冷エンジンを搭載し、最大離陸重量は2,200lb（998kg）である。オプション無しの当時の基本価格で8,995米ドルであった。1960年に製造終了となるまでの5年間で合計4,195機製造された。1956年モデルともいう。
172A
172Aは172の後継型式であり、1959年に型式証明を取得し、1960年に引き渡しが始まった2番目の型式である。垂直尾翼の平面形状を矩形からテーパー型に変更し、後退角をつけた。燃料搭載量を若干増やした。価格は9,450米ドルで合計1,050機製造された。1960年モデルともいう。
172B
172Bは1960年に型式証明を取得し、1961年から引き渡しが始まった3番目の型式である。ランディングギアの長さを幾分か短縮させ、エンジンマウント位置を3インチほど前方にずらしてエンジンカウルを再整形し、更にプロペラスピナーの先端を鋭くさせ、空力的な性能向上を狙った。またこの型式には標準装備型とデラックス装備型の2種類が製造されて、後者には「スカイホーク」という愛称が付けられた。現在はモデル 172の機種全体の愛称となっている「スカイホーク」という名称がこの時はじめて使用されるようになった。デラックス装備型は当時の軽飛行機ではまだ珍しかったジャイロ計器を搭載し、計器飛行を可能とした。また172Bにはフロートを付けた水上機型も製造された。水上機型の場合は直径を大きくしてピッチ角を弱めたプロペラを使用した。1961年モデルともいう。
172C
172Cは1961年に型式証明を取得し、1962年から引き渡しが始まった。この型式からオプションでオートパイロットの搭載が選択できるようになった。エンジン始動方法がリコイルスターター式からセルモーターによるキースターター式に変更された。座席のポジションは、6段階の調整が可能となった。オプションで貨物室にチャイルドシートを2席設置できるようになった。機体の基本価格は9,895米ドルであった。この型式は計889機が製造された。この型式は最大離陸重量は2,250lb（1,021kg）に増加した。1962年モデルともいう。
172D
172Dは1962年に型式証明を取得し、1963年から引き渡しが始まった。機体の構造を見直してキャビンの後方に窓が設けられた。これにより機体の真後ろの視界が確保されることとなり操縦性が向上した。セスナ社ではこの後方窓をオムニビジョンと称して、最初に1962年にモデル 182及び210に採用し、翌年この172Dに導入した。また新しくラダーペダルとブレーキペダルを統合したペダルを備えた。これによりタキシング時の操縦性が向上した。この型式から最大離陸重量は2,300lb（1,043kg）となった。この型式は計1,146機製造された。1963年モデルともいう。
加えて、172Dでは高性能型が製造され、172D パワーマチックと命名し製造された。この高性能型は搭載エンジンをコンチネンタル社製GO-300Eに変更した。このエンジンは、O-300を高回転化することで出力アップさせ、減速ギアボックスを介してプロペラを回転する仕組みとなっている。これにより、プロペラ軸の回転を低速に抑えつつ、エンジン出力が175hpに向上、最高巡航速度が11mph（18km/h）速くなった。このエンジンは既に別の機種であるモデル175に搭載し製造されていたが、172D パワーマチックに引き継がれモデル175は製造を終了した。
172E
172Eは1963年に型式証明を取得し、1964年から引き渡しが始まった。この型式では電装系の漏電遮断器をヒューズからサーキットブレーカーに変更した。また計器パネルの再設計を行った。この型式は計1,401機製造された。
172F
172Fは1964年に型式証明を取得し、1965年から引き渡しが始まった。この型式ではフラップ操作を従来のレバーハンドルを使った人力駆動式から電気駆動式に変更した。またフランスでもランス・セスナ社がこの型式の製造を行い、F172として売り出した。ランスの製造は1971年まで行われた。この型式は、アメリカ空軍が初等練習機として採用したT-41Aメスカレロの基となった。T-41Aは60年代を通じて70年代前半まで運用された。この型式は計1,436機製造された。
172G
172Gは1965年に型式認証を取得し、1966年に引き渡しが始まった。価格は、標準型が12,450米ドル、アップグレード型のスカイホークが13,300米ドルであった。この型式は、計1,597機製造された。
172H
172Hは1966年に型式証明を取得し、1967年に引き渡しが始まった。コンチネンタル社製O-300エンジンを搭載する最後の型式となった。前脚の緩衝器の長さを短縮し空気抵抗の低減を狙った。新しい亀裂の発生しにくいエンジンカウルが開発された。同時に、エンジンのマウントは新しく振動吸収性のあるものに変更されコックピット内の騒音が低減された。失速警告器のホーンを電気式から空気圧式に変更した。この型式の販売価格は、標準型が10,950米ドルで、アップグレード型のスカイホークが12,750米ドルであった。この型式は、計839機製造された。販売数は初めて前型式の成績を下回った。
172I
172Iは1967年に型式証明を取得し、1968年に引き渡しが始まった。この型式からエンジンがコンチネンタル社製からライカミング製に変更された。エンジンの型式はライカミング O-320-E2Dであり、以前のエンジンのコンチネンタル O-300より5 hp（3.7kW）ほど出力アップし150 hp（112kW）となった。またスピードも向上し対気速度で130mph（209km/h）から131mph（211km/h）へとなった。上昇率は変わらず645ft（197m）/分のままである。この型式から操縦計器の配置が初めてT型配置となった。この型式は計1,206機製造され前型式の製造数を上回った。
172J
セスナ社は、これまでずっと続いてきたモデル172シリーズの基本設計を、廃棄しようと計画していた。これまでの主翼を支柱で支持し補強する形から、片持ち式で支柱の無いすっきりとしたデザインにして、172Jとして売り出そうと考えていた。しかし販売計画に基づく設計完了期限が近づくと、販売ディーラーたちが元の機体のデザインに戻して、新計画を破棄するよう圧力をかけ始めた。その理由は新設計では訓練機として使いづらいと考えたからである。結局この圧力により、新計画をモデル172には適用せず今後とも前の翼デザインを踏襲することとなった。この幻の172J計画は、新機種モデル177カーディナルとして引き継がれ、開発が行われた。結局172Jは製造されず欠番となった。
172K
172Kは、1968年5月に型式認証を取得し、引き渡しは1969年から始まった、1969年モデルである。この型式は垂直尾翼の翼端が再設計され、リアウインドウも再整形されたものとなった。オプションで飛行距離延長のために翼内に52ガロン（197L）の燃料タンクの増設が提供された。リアウインドウは僅かに16in²（103cm2）面積が大きくなった。この型式は標準型が12,500米ドルで、アップグレード型のスカイホークが13,995米ドルで販売された。製造総数は1,170機であった。
172Kは1970年も販売が続けられたが、1969年に販売されたものと細部が異なっていた。紡錘型に整形されたグラスファイバー製の主翼の翼端となっている。また座席が全関節式となっている。前に述べた製造総数のうち、1970年分は759機製造された。
172L
172Lは、1970年5月に型式認証を取得し、1971年と1972年の2年間販売された。この型式から主脚の支柱が板バネ式からテーパーチューブに変更された。このテーパーが幾分かついた中空パイプの支柱は、板バネよりも衝撃エネルギーの吸収力が大きく、着陸時の跳ね上がりを和らげる効果がある。それが胴体下部両側から斜め下方向にハの字に取り付けられている。離着陸時はこの支柱が撓んで衝撃を吸収する仕組みとなっている。テーパーチューブは高速時と上昇時の空気抵抗を弱めるために断面がつぶれた楕円状の鞘上フェアリングで包まれている。さらにタイヤを包むようにブレーキフェアリングが取り付けられている。ハの字状の主脚によりホイールトラックが12inch（30cm）広くなり走行安定性が良くなった。この主脚により脚の重量が軽くなった。その他に、垂直尾翼直前のドーサルフィンが前方に長く伸ばされ尾翼との繋ぎ目は滑らかに整形された。
172Lは、標準型が13,425米ドル、アップグレード型のスカイホークが14,995米ドルであった。1971年に827機、1972年に984機が引き渡された。
172M
この型式は172系列で初めて主翼にドループド・ウイング・チップ（翼端が下に折れ曲がっている翼）を導入し、低速飛行時の操縦性が改善された。この主翼はセスナ社ではキャンバーリフトウイングという名称で呼び営業が行われた。
1974年に製造された172Mからはオプションに「スカイホークII」パッケージが初めて導入された。このパッケージでは、航法・音声応答統合通信機、ADF（電波式自動方向探知機）、トランスポンダ等の高機能な機器が標準装備となっている。またキャビン後方の貨物スペースが大きくなった。オプションで防振型2灯式着陸灯が選択できる。
1975年製造の172Mは、普及型「172」が16,055米ドルで、上級型の「スカイホーク」が17,890米ドルで、最上級型の「スカイホークII」が20,335米ドルで売り出された。
1976年には標準型「172」の販売を中止し、172Mは、全パッケージが「スカイホーク」と呼ぶ名称を使用するようになる。
172Mは、計器パネルの計器の配置デザインが変更され、燃料計やその他の圧力計が左側に移動されパイロットが視認し易くなった。
この型式172M型は製造期間の4年間で総計7306機製造された。
172N
1977年製造機から172N型となった。172Nは「スカイホークN」及び「スカイホーク/100」という名称で呼ばれた。それまでの172が80/87オクタン価の航空用ガソリンを使用するのに対し、新しい「スカイホーク/100」は搭載エンジンのライカミングO-320-H2ADが100オクタンのアブガスの使用を前提としているのに由来する。このエンジンを使用する「スカイホーク/100」は、燃料の違いによる煩雑さと、信頼性の問題のために、1981年から製造される172P型から、同様の定格出力のO-320-D2Jに変更されることとなる。
172Nからは、昇降舵のトリムをオプションで、事前設定式フラップを標準で装備されることとなった。
販売価格は、スカイホークNが22,300米ドルで、スカイホーク/100が29,950米ドルで販売された。
1978年製造機から電力システムが28ボルトから14ボルトに低減された。エアコンディションシステムがオプションで選べるようになった。
1979年製造機から、フラップ展開可能な機体速度が、フラップ角度10度で、110ノットから115ノット（213km/h）まで増加した。また翼内の燃料タンクの容量が、オプションで66ガロン（250L）に増やすことができる。
172N型は1980年まで製造された。
172O
172O型機は製造されず存在しない。
172P
1981年製造機から172P型となった。前機172NのエンジンのライカミングO-320-H2ADの信頼性の問題により、172Pは同じ位の定格出力160hpを発生させるライカミングO-320-D2Jに変更されて問題は改善された。172Pはフラップの設定角度の最大値が40度から30度に減らされ、最大離陸重量は2,300lb（1,043kg）から2,400lb（1,089kg）に増やされた。オプションで62ガロンのインテグラルタンクを選択できる。
販売価格は、普及型の「スカイホークP」が33,950米ドルで、アップグレード型の「スカイホークP II」が37,810米ドルであった。さらに、ナビゲーション・コミュニケーション統合通信機を装備した「スカイホークP II」が42,460米ドルで販売された。
1982年製造機から、着陸灯が機首から翼に移動され、また電球の寿命が長くなった。1983年製造機から機内騒音が改善され、キャビンの窓が厚くなった。1984年製造機からドアのロックがダブルロック式となった。
172P型機は1986年に製造が終了した。製造物責任法の問題に絡み、それ以降11年間もの間モデル172系列は製造される事はなかった。
172Q カットラス
172Qは1982年10月に型式認定を取得した。172Qは1982年から1983年までの短期間に172Pと並行して製造された。引き渡しは1983年から始まった。引き込み脚式の172RGと同じエンジンを積んでいた関係で172Qには同じカットラスという愛称が付けられた。172Pモデルの機体はそのままに、エンジンを180hpを発生させるライカミングO-360-A4Nに置き換えたものである。20hpの出力アップにより、最大離陸重量は2,550lb（1,157kg）に増加し、172Pの最大巡航速度より2ノット速い122ノット（226km/h）を引き出せた。ペイロードは172Pと比べ約100lb（45kg）増加し、最大離陸重量が増加したことにより上昇率は20フィート/分低下した。
172R
172系列は1986年に量産を中断した。以来10年ほど中止状態が続いたが、1996年に生産販売が再開される事となった。再開後の172系列の最初の型式が172Rである。1996年に型式証明を取得し1997年から引き渡しが始まった。エンジンは燃料噴射式のライカミング IO-360-L2Aを搭載する。モデル172シリーズで最初に燃料噴射式エンジンを搭載した型式となった。172Rではエンジンの回転数を下げ、定格出力180hpから160hpに減格して使用されている。最大離陸重量は2,450lb（1,111kg）である。172Rは以前の型式から多くの改良を行った。キャビン内の内装はインシュレーターを工夫して高性能な防音処置を施し、静音性が増している。また換気システムは多段階に調節が可能となっている。先進のインターフォンシステムを装備し、立体デザインされた内装は衝撃吸収能力を保持している。座席は座面のレベルと背もたれを最適な位置に調整可能であり、慣性ロック式リールのシートベルトを備えている。エアバッグ付きの軽量の衝撃吸収シートを装備する。2013年からセスナ社のウェブサイトには表示されなくなり販売はすでに終了した模様である。直近の2012年における1年間の引き渡し数は27機であった。
172S
172Sは1998年に型式証明を取得し、同年から引き渡しが始まった。エンジンは172Rと同じ型式のIO-360-L2Aを搭載するが、定格より下げて使用していたエンジン回転数を元に戻し、定格出力180hpで使用している。172Rより20hp増加した。この出力向上により最大離陸重量を2,550lb（1,157kg）に増加させている。172Rが販売されていた時期は172Rが「スカイホーク」、172Sは「スカイホークSP」という愛称を使って営業が行われていた。しかし、172Rの販売が終了した後は172Sに対し単に「スカイホーク」という愛称を使って営業活動が行われている。連邦航空局の型式認定データシートには単に172Sで登録されている。172Sは主として個人所有運航者向けに製造された。その後、標準で革張りシートとガーミンG1000電子飛行計器システムを装備し、グラスコックピット化している。2013年5月現在唯一製造を継続している型式となっている。直近の2012年における1年間の引き渡し数は113機であった。民間ピストンエンジン式航空機の中で最大の引き渡し数であった。
近年の環境規制に対応する派生型として、エンジンをコンチネンタル・モータース製のディーゼルエンジン「CD-155」に変更し、アビオニクスにガーミンG1000 NXiを採用した「ターボ・スカイホークJT-A」を用意しており、2017年にFAAとEASAから承認を受けた。燃料の共通化によるコストカットが可能なため、ジェット機を利用する官公庁向けの練習機として売り込まれており、日本の海上保安庁などが採用している。ただし機体価格が高騰したため販売は伸び悩み、2018年に生産を終了した。
172RG カットラス
172RGは、1979年6月に型式認定を取得した。1979年より生産が開始され1985年まで製造された。特徴は、ランディングギアが引き込み式となったことである。またエンジンはライカミングO-360-F1A6に変更され180hpにパワーアップされた。172RGはノーマルな172よりも約19,000米ドル高かった。最高巡航速度は140ノット（260km/h）に向上した。速度は大いに向上したが初期コスト、運用コスト両方ともノーマル機よりも高かったためにあまり売れず、自家用機としては営業面では振るわなかった。しかし引き込み脚操作をする必要のある認定民間旅客機パイロットの養成には重宝がられ、航空学校向けにはよく売れた。1980年から1984年の間に合計1,177機の172RGが引き渡された。172RGは172のナンバーを使って販売営業が行われたが、型式認定は175モデルシリーズの内の一つとして認証されている。
ランスFR172J、セスナR172K ホークXP
FR172Jランスロケットは、フランスにあるランス・アビアシオン社（en）によりライセンス製造された機体である。60年代から70年代にかけて生産され、ロールス・ロイス社でライセンス生産された燃料噴射型エンジンのコンチネンタルIO-360Dを搭載した。このエンジンは210hp（160kW）を発生した。プロペラは定速プロペラ式であった。
ランスロケットは、その後にセスナ社で販売されることとなるR172KホークXPへとつながる。このモデルは1976年5月に型式認証され1977年から1981年まで販売が行われた。機体はカンザスのセスナの工場とフランスのランスの工場で製作された。燃料噴射式エンジンのコンチネンタルIO-360K（後にIO-360KB）を搭載する。195hp（145kW）を発生させる。プロペラは2翼の定速プロペラを採用している。ホークXPは最高巡航速度131ノット（243km/h）で飛行することができる。
R172JやR172Kは、172のナンバーを使って販売営業が行われたが、型式認定は175モデルシリーズの内の一つとして認証されている。
ホークXPを購入した客の中には、速度性能など価格にふさわしい程の性能向上ではなく、エンジンが大きくなった分燃料消費量など運用コストが高くなったとの評価を与える者もいた。フロートを装着した水上機タイプは好評を得た。今までのノーマルタイプの水上機型172に比べ出力がアップした分、水上からの離陸性能が劇的に向上した。

## 軍事運用国
172からの派生型であるT-41メスカレロは、アメリカ合衆国空軍及び陸軍、加えてアメリカ・メキシコ国境地帯の警備・監視用に国境警備隊で運用されている。民生品の172をそのまま採用している国もある。
アイルランド空軍では、ランスで生産された機体がパトロールや現金輸送、囚人輸送、危険物輸送の監視用に使用されている。またアイルランド陸軍では操縦訓練用に使用されている。
 オーストリア
- オーストリア空軍 1× 172

 ボリビア
- ボリビア空軍 3× 172K[7]

 チリ
- チリ陸軍 18× R172K[8]

 ドミニカ共和国
- ドミニカ共和国空軍 - 2024年時点で、1機のセスナ172を保有[9]。

 エクアドル
- エクアドル空軍 8× 172F[10]
- エクアドル陸軍 - 2024年時点で、2機のセスナ172を保有[11]

 ガーナ
- ガーナ空軍 - 2024年時点で、3機のセスナ172を保有[12]。

 グアテマラ
- グアテマラ空軍 6× 172K[13]

 ホンジュラス
- ホンジュラス空軍 3[14]

 イラク
- イラク空軍[15]

 アイルランド

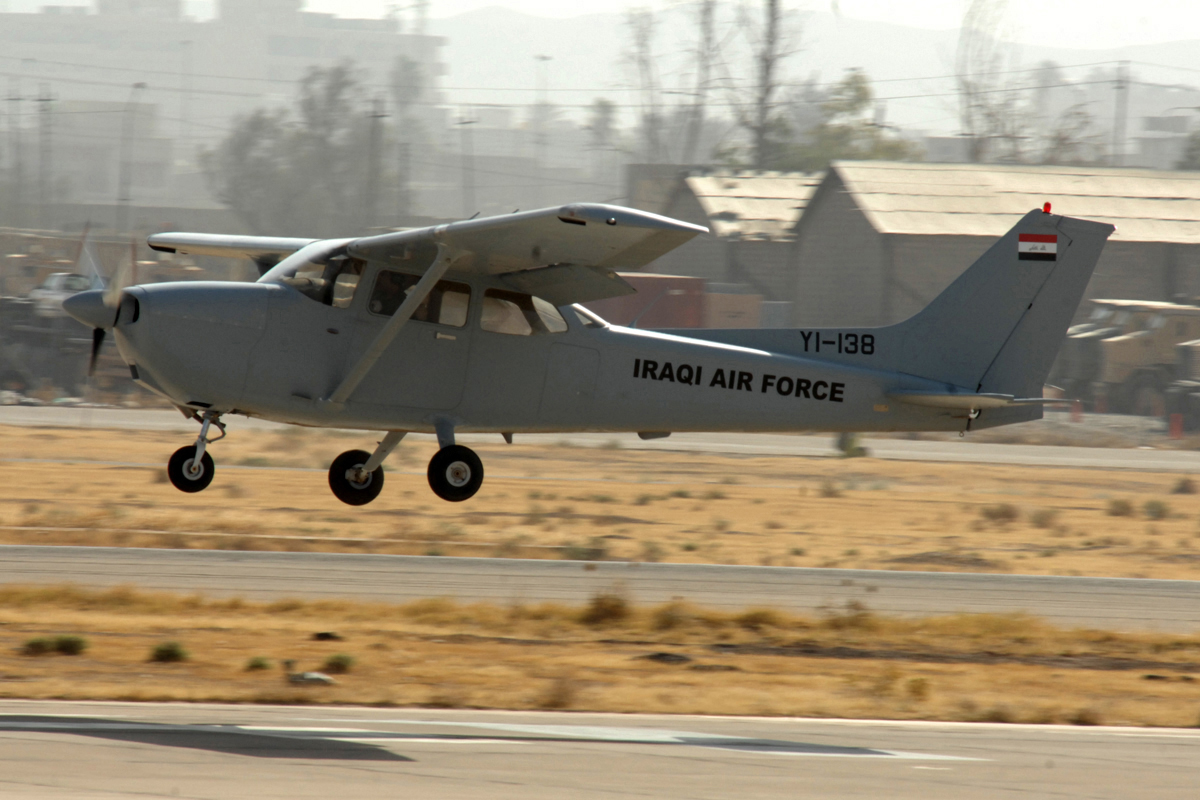
Kirkuk空軍基地に着陸するイラク空軍のセスナ 172

- アイルランド空軍 8× FR172H, 1× FR172K[16]

 リベリア
- リベリア軍航空偵察部隊 2[17]

 リトアニア
- リトアニア国境警備隊（1機運用中）[要出典]

 マダガスカル
- マダガスカル空軍 - 2023年時点で、4機のセスナ172Mを保有している[18][19]。

 パキスタン
- パキスタン空軍 4× 172N[20]

 フィリピン
- フィリピン陸軍 （1）[要出典]

 サウジアラビア
- サウジアラビア空軍 8× F172G, 4× F172H, 4× F172M[21][22]

 シンガポール
- シンガポール空軍 8× 172K, 1969年配備1972年退役。[22][23]

## 要目（172S）
| 寸法諸元 - 全長：8.28 m (27 ft 2 in) - 全高：2.72 m (8 ft 11 in) - 全幅：11.0 m (36 ft 1 in) - 翼面積：16 m2 (174 ft2) - ホイールベース：1.65 m (5 ft 5 in) - トレッド：N/A m (N/A ft) - 室内高さ：1.22 m (48 in) - 室内幅：1.00 m (40i n) - 室内長：3.61 m (11 ft 10 in) - 座席数：4 - 貨物重量：54 kg (120 lb) - 貨物容積：0.85 m2 (30 cuft) 重量諸元 - 最大ランプ重量：1,160 kg (2,558 lb) - 最大離陸重量：1,157 kg (2,550 lb) - 最大着陸重量：1,157 kg (2,550 lb) - 最大無燃料重量：N/A kg (N/A lb) - 燃料重量：144 kg (318 lb) - 燃料容量：201 L (53 gal) - 運用自重：744 kg (1,641 lb) - 有効積載量：416 kg (917 lb) - 最大有償荷重：413 kg (911 lb) - 最大燃料時有償荷重：272 kg (599 lb) | 性能諸元 - 最大巡航速度：233 km/h (129 kt) - 航続距離：1,185 km (640 nm) - 離陸距離：497 m (1,630 ft) - 離陸滑走距離：293 m (960 ft) - 着陸距離：407 m (1,335 ft) - 着陸滑走距離：175 m (575 ft) - 実用上昇限度：4,267 m (14,000 ft) - 海面上昇率：223 m/分 (730 ft/分) - 超過禁止速度：302 km/h (163 kt) - 失速速度：Vso 40 kt. Vs 48kt パワープラント - 製造者：ライカミング・エンジンズ - 型式：IO-360-L2A 空冷水平対向4気筒、排気量360立方インチ(約5.9L)、燃料噴射式 - 出力：180 bhp - プロペラ製造者：マコーレイ・プロペラ・システムズ - プロペラ形式：金属製2翼、固定ピッチ |

## 画像

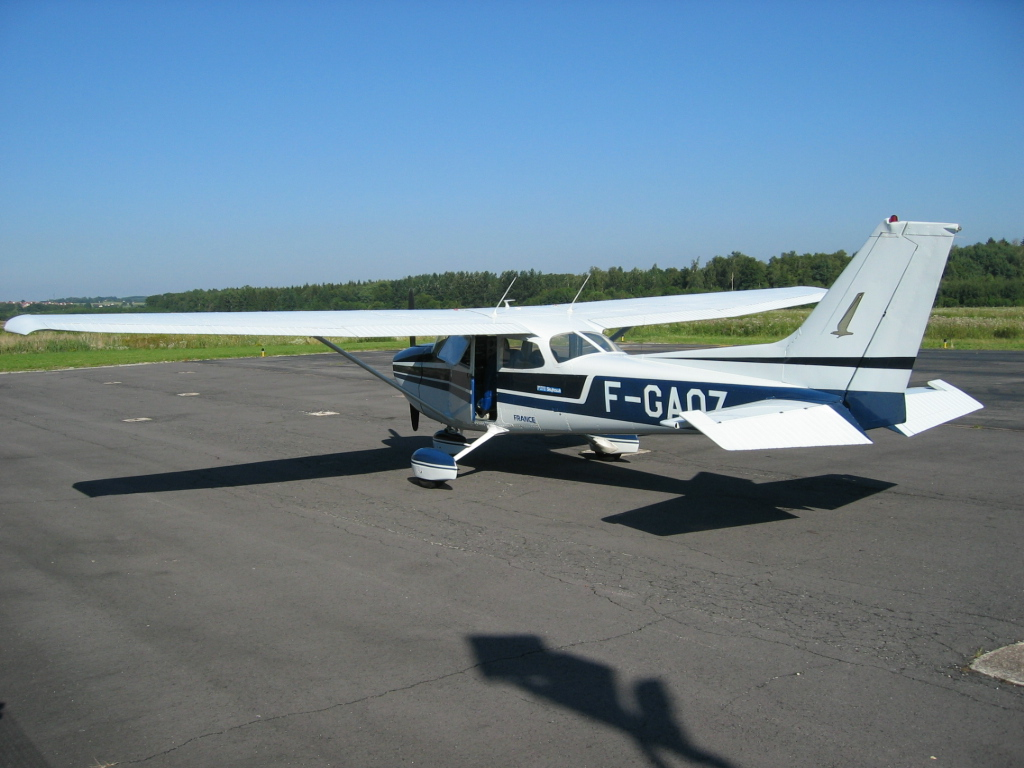
後部より
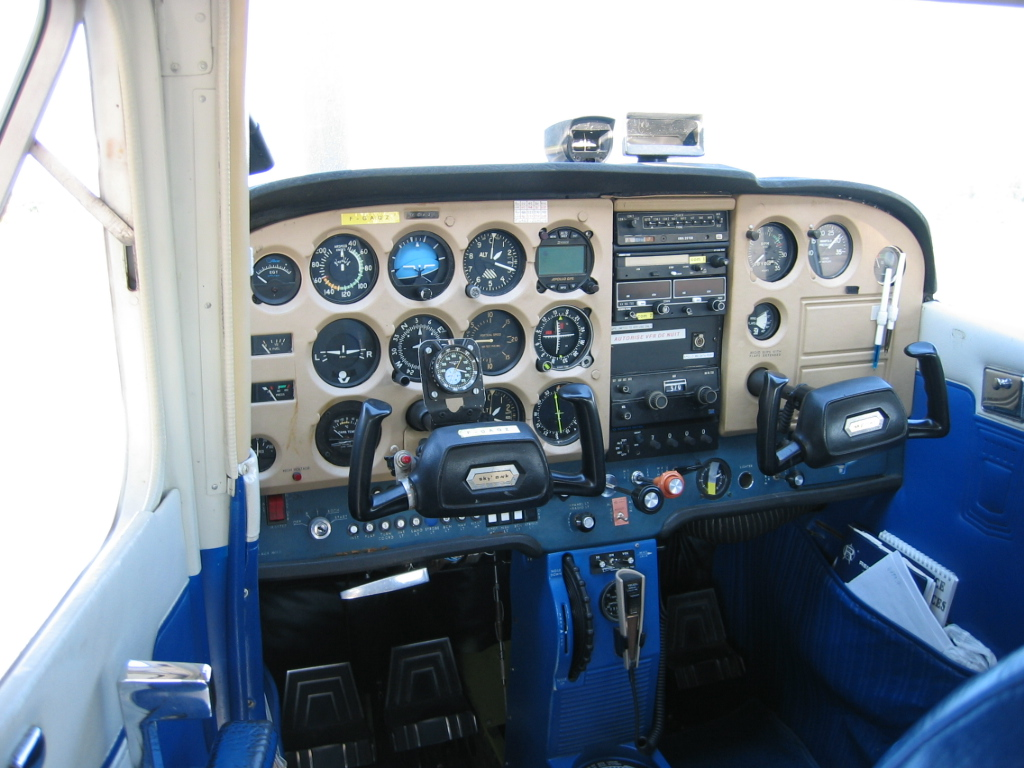
操縦席
三面図

## 登場作品
※発表年順。

### 映画
- 風来坊探偵 赤い谷の惨劇（1961年）- 物語のモチーフとして登場。
- カミカゼ野郎 真昼の決斗（1966年）- 主人公（千葉真一）が職場で操縦する航空機として、また、終盤では敵の航空機が離陸する直前に主人公が飛び乗るシーンで登場。

### テレビ映画
※16ミリフィルム撮影作品。
- キイハンター（1968年）- 5年間の放送で数十回登場する。
- アテンションプリーズ（1970年）- 第8話に登場。
- ザ★ゴリラ7（1975年） - 第1話「武装強盗団」で終盤、主人公が車で並走し、172に飛び移り、犯人と機内で争う。
- 快傑ズバット（1977年）- オープニングで172Lが登場。

### テレビドラマ
- ミス・パイロット（2013年）- 訓練機として登場。

### ゲーム
- セインツロウ2（2008年）
- グランド・セフト・オートV（2013年）-「ママタス」の名称で登場する。